# Territorio de San Martín
El territorio de San Martín fue un territorio nacional creado el 2 de junio de 1846 en la República de la Nueva Granada a partir de las regiones más orientales de la provincia de Bogotá y la provincia de Casanare, siendo suprimido en 1856 y agregado nuevamente a dicha provincia; fue recreado en 1866 como uno de los territorios federales de los Estados Unidos de Colombia hasta su extinción definitiva en 1886. Aunque jurisdiccionalmente pertenecía al Estado Soberano de Cundinamarca, su administración estaba a cargo del gobierno federal.

## Generalidades

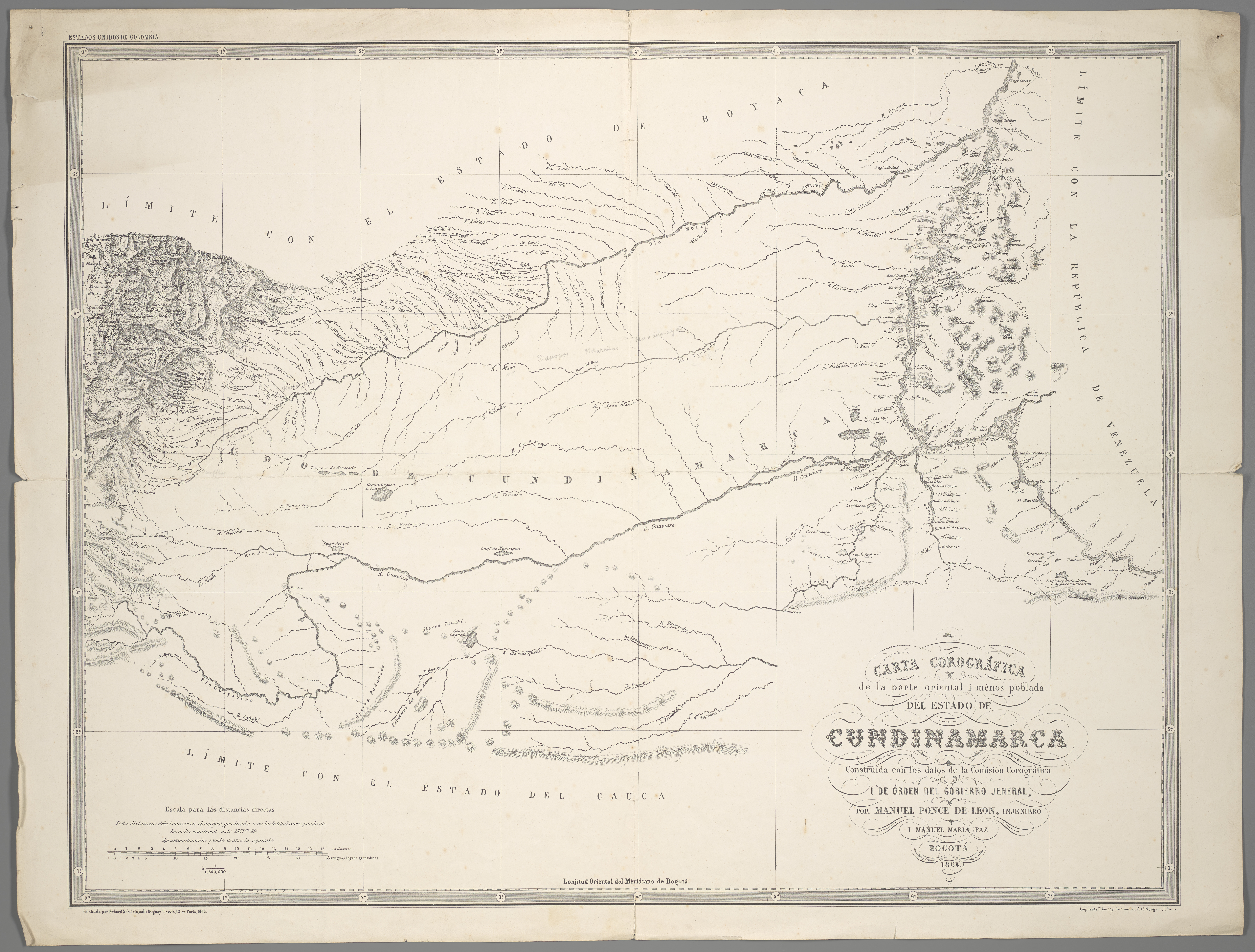
Territorio de San Martín, mapa de 1867.

San Martín comprendía parte del territorio llanero al oriente de la actual Colombia, entre los ríos Meta y Guaviare; limitaba con los estados del Cauca al sur, Boyacá al norte y la República de Venezuela al oriente, abarcando así los actuales departamentos del Meta y Vichada. 
Las poblaciones estaban muy esparcidas, lo que hacía difícil la comunicación entre ellas, con la capital del territorio y con la del país; de entre estas resaltaban San Martín, San Juan de Arama, Cabuyaro, Cumaral, Jiramena, Medina, Upía y Villavicencio. Medina, Villavicencio y San Martín fungieron en varias ocasiones como capital.
El cultivo de la tierra (algodón y arroz principalmente) y la cría de ganado vacuno eran las principales actividades de los habitantes del territorio. También realizaban tejidos y otras manufacturas que les ayudaban a sobrevivir. La población era escasa, compuesta principalmente por colonos y por indígenas de las etnias salivas y guahibos, sumando un total de 1.877 habitantes en 1846 y 4.056 en 1876.

## Evolución política del territorio de San Martín
Durante su existencia, el territorio cambió varias veces de estatus político, así como de jurisdicción:
- 1832: forma parte de la Provincia de Bogotá con el nombre de Territorio de San Martín.
- 1844: es separado de la Provincia de Bogotá.
- 1856: se reintegra a la Provincia de Bogotá como el Cantón de San Martín.
- 1861: pasa a ser parte del Estado Soberano de Cundinamarca como el Territorio Nacional de San Martín.
- 1867: Cundinamarca cede al gobierno federal el territorio para su administración.
- 1875: recibe el nombre de Provincia del Meta.
- 1886: forma parte del Departamento de Cundinamarca con el nombre de Provincia de Oriente.
- 1906: se crea el Territorio Nacional del Meta.
- 1909: se crea la Intendencia Nacional del Meta.
- 1913: se constituye la Comisaría del Vichada, segregándola de la Intendencia del Meta.
- 1959: se constituye finalmente el Departamento del Meta.